# Meina
Meina là một đô thị ở tỉnh Novara ở vùng Piedmont của Ý, tọa lạc cách 100 km về phía đông bắc của Torino và khoảng 40 km về phía bắc của Novara. Tại thời điểm ngày 31 tháng 12 năm 2004, đô thị này có dân số 2.407 người và diện tích là 7,8 km².
Đô thị Meina có các frazioni (đơn vị trực thuộc, chủ yếu là các làng) Ghevio and Silvera.
Meina giáp các đô thị: Angera, Arona, Colazza, Invorio, Lesa, Nebbiuno, Pisano, và Ranco.